# Ecuadors damlandslag i volleyboll
Ecuadors damlandslag i volleyboll representerar Ecuador i volleyboll på damsidan. Laget har deltagit i sydamerikanska mästerskapet två gånger (1977 och 2019).

### Fotnoter
1. 1 2  ”Ranking de todas las Competencias de Voleibol de Playa de la CSV” (på spanska). Confederación Sudamericana de Voleibol. http://www.voleysur.org/v2/resultados/rankingpiso.asp?c=MayoresFemenino. Läst 23 februari 2023.
2. ↑  Senaste tillfället då någon kontrollerade att de inmatade tabelluppgifterna stämmer. Uppgifter kan ha matats in senare utan att kontrolleras av någon annan